# Kryptadia

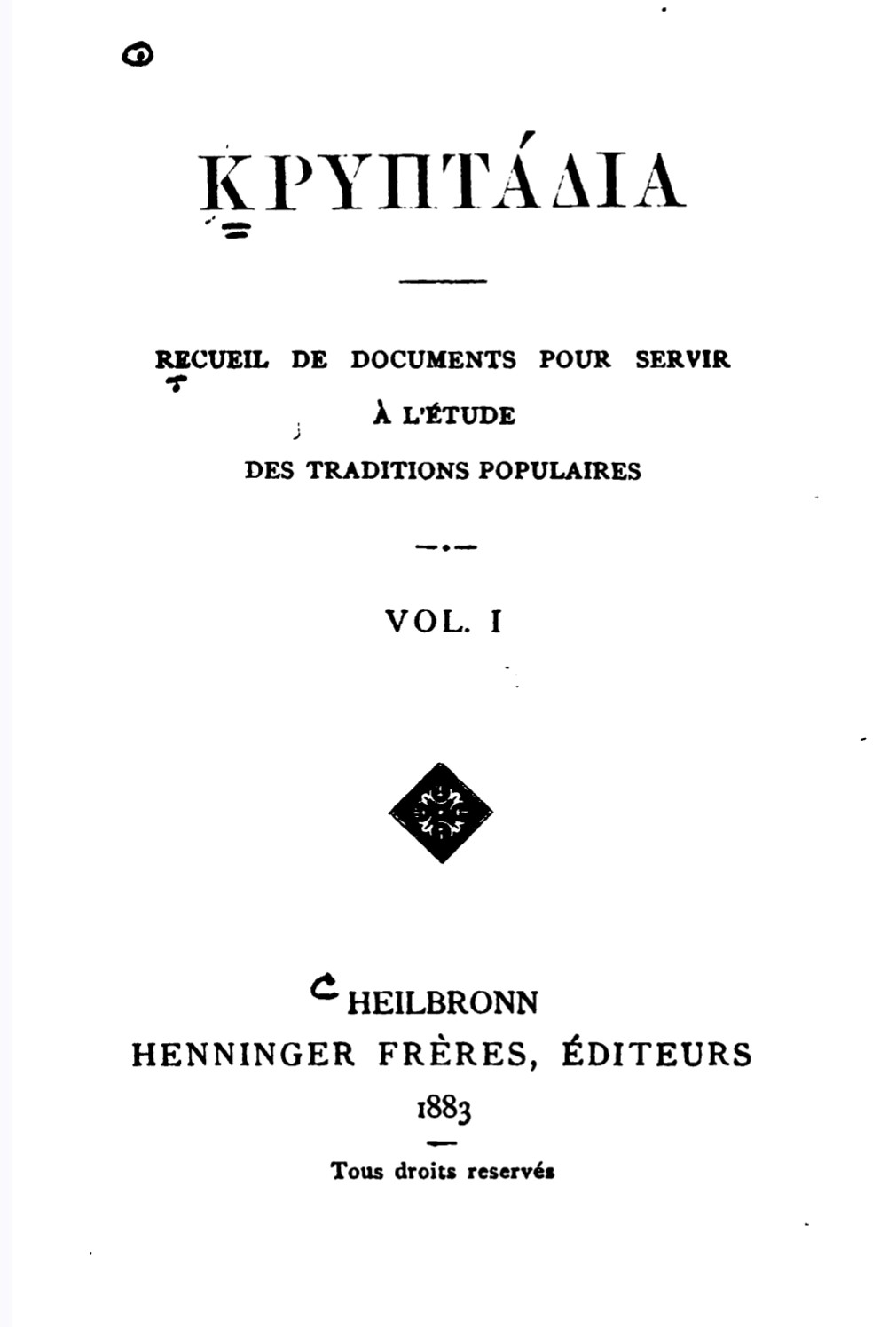
Ausgabe 1883

Kryptádia (von altgriechisch kryptádios: selten, geheim, verborgen) war eine mehrsprachige  Schriftenreihe, die in zwölf Bänden von 1883 bis 1911 erschien. Der französische Untertitel lautete recueil de documents pour servir à l'étude des traditions populaires (Sammlung von Dokumenten zur Erforschung der Volkstraditionen).

## Inhalt und Geschichte
In Kryptádia wurden erstmals mündlich überlieferte, volkstümliche Texte verschiedener europäischer Länder mit sexuellen und skatologischen Inhalten gedruckt: Märchen, Schwänke, Sprichwörter, Redensarten, Volkslieder und Vierzeiler sowie im neunten Band auch zwei erotische Romane. Die Idee entstand in einem Kreis von Volkskundlern um Eugène Rolland and Henri Gaidoz, die ihre Sammlungen „obszöner Folklore“ anonym und ohne Zensur veröffentlichen wollten. Zu den Beiträgern gehörten unter anderen Peter Christen Asbjørnsen, Émile Henry Carnoy und Giuseppe Pitrè. Herausgeber der Reihe war Friedrich Salomon Krauss zusammen mit damals gleichfalls anonym gebliebenen Fachkollegen.
Der exklusive Bezieherkreis von jeweils 210 nummerierten Exemplaren (später nur 175), aber auch die Zugangssperre in öffentlichen Bibliotheken verhinderten eine größere Rezeption der veröffentlichten Texte. Sigmund Freud zog einige erotische Erzählungen aus den Sammlungen zur Analyse von Träumen heran und kommentierte sie, doch seine Studie blieb zunächst unveröffentlicht. Erst die Beschäftigung mit erotischer Folklore-Literatur in den 1960er Jahren belebte die Diskussion um die kulturwissenschaftliche Bedeutung der Sammlungen.

## Ausgaben
Die Ausgaben eins bis vier kamen zwischen 1883 und 1888 beim Verlag Henninger in Heilbronn heraus, die Bände fünf bis 12 nach einer zehnjährigen Pause bei Hugo Welter in Paris. Da die kostspieligen Bände nur für so genannte Privatgelehrte bestimmt waren, wurde Kryptádia wegen mangelnden Absatzes 1911 eingestellt. Eine Fortsetzung waren die von Krauss ab 1904 in Leipzig herausgegebenen preiswerteren Jahrbücher Anthropophyteia.